# جون وارفيلد
جون نيلسون وارفيلد (21 نوفمبر 1925 - 17 نوفمبر 2009) كان عالم أنظمة أمريكي، وكان أستاذا ومدير معهد الدراسات المتقدمة في العلوم التكاملية في جامعة جورج ماسون، ورئيس قسم النظم، وعلم التحكم في المجتمع.